# Iles Sanguinaires, plage de Lava et Punta Pellusella
Iles Sanguinaires, plage de Lava et Punta Pellusella este o arie protejată (sit de importanță comunitară — SCI) din Franța întinsă pe o suprafață de 212 ha, integral pe uscat.

## Localizare
Centrul sitului Iles Sanguinaires, plage de Lava et Punta Pellusella este situat la coordonatele 41°59′57″N 8°39′43″E / 41.99917°N 8.66194°E.

## Înființare
Situl Iles Sanguinaires, plage de Lava et Punta Pellusella a fost declarat arie specială de conservare în baza directivei 92/43 din 1992 referitoare la conservarea habitatelor naturale și a faunei și florei sălbatice pentru a proteja 1 specie de plante și 4 specii de animale.

## Biodiversitate
Situată în ecoregiunea mediteraneană, aria protejată conține 7 habitate naturale: Tufărișuri halo-nitrofile (Pegano-Salsoletea), Păduri de Olea și Ceratonia, Dune mobile de-a lungul țărmului cu Ammophila arenaria („dune albe”), Dune cu vegetație ierboasă Malcolmietalia, Faleze cu vegetație de Limonium spp. endemic de pe coastele mediteraneene, Formațiuni scunde de Euphorbia în apropierea falezelor, Vegetație anuală la limita mareei.
La baza desemnării sitului se află mai multe specii protejate:
- plante (1): Linaria flava
- amfibieni (1): Discoglossus sardus
- nevertebrate (1): Papilio hospiton
- reptile (2): Euleptes europaea, țestoasă bănățeană (Testudo hermanni)

Pe lângă speciile protejate, pe teritoriul sitului au mai fost identificate 12 specii de plante, 4 specii de mamifere, 1 specie de nevertebrate, 2 specii de reptile.